# Scriptosaura catimbau
Scriptosaura catimbau is een hagedis uit de familie Gymnophthalmidae.

## Naam
Scriptosaura catimbau werd voor het eerst wetenschappelijk beschreven door Miguel Trefaut Rodrigues en Ednilza Maranhão dos Santos in 2008. Het is de enige soort uit het monotypische geslacht Scriptosaura. De wetenschappelijke geslachtsnaam Scriptosaura is afgeleid van het feit dat de hagedis sporen achterlaat bij het kruipen over de bodem en betekent vrij vertaald 'schrijvende hagedis'. De soortaanduiding catimbau is een verwijzing naar Nationaal park Catimbau waar het dier is aangetroffen.

## Verspreiding en habitat
De soort komt voor in delen van Zuid-Amerika en leeft endemisch in Brazilië, alleen in de staat Pernambuco. Het is een bodembewoner die op zandbodems leeft en in het zand kan 'zwemmen', zoals ook bekend is van een aantal skinken.

## Uiterlijke kenmerken
Het lichaam is rond en langwerpig, de staart is relatief kort; korter dan het lichaam. De maximale kopromplengte is 5,3 centimeter. De voorpoten ontbreken en de achterpoten zijn rudimentair en zeer klein. De oogleden zijn gefuseerd met het oog zelf, een uitwendige gehooropening ontbreekt.